# Thomas Würtenberger
Thomas Würtenberger (* 27. Januar 1943 in Erlangen) ist ein deutscher Staatsrechtler und Hochschullehrer.

## Leben und akademische Laufbahn
Von 1962 bis 1966 studierte Würtenberger Rechtswissenschaften an den Universitäten Genf, Berlin und Freiburg im Breisgau. 1966 und 1969 legte er die juristischen Staatsexamina ab. 1970/1971 war er Stipendiat an der École nationale d’administration in Paris. 1971 wurde er an der Universität Freiburg mit der Dissertation „Die Legitimität staatlicher Herrschaft“ (erschienen 1973) promoviert. Von 1972 bis 1978 war er als Wissenschaftlicher Assistent am Institut für Rechtsphilosophie und Allgemeine Staatslehre (Lehrstuhl Reinhold Zippelius) an der Universität Erlangen tätig. 1977 folgte die Habilitation mit der Habilitationsschrift „Staatsrechtliche Probleme politischer Planung“. Ihm wurde die Venia legendi für die Fächer Staats- und Verwaltungsrecht, Verfassungsgeschichte und Verwaltungswissenschaft verliehen. 1979 wurde er Professor für Öffentliches Recht an der Universität Augsburg, 1981 wechselte er auf einen Lehrstuhl für Öffentliches Recht, Verwaltungswissenschaft, Staatsphilosophie und Verfassungsgeschichte an der Universität Trier.
Ab 1988 hatte Würtenberger den Lehrstuhl für Staats- und Verwaltungsrecht in Freiburg inne. Von 1998 bis 2012 war er Rechtsberater des Freiburger Rektors. Er hielt ab dem Sommersemester 2005 Lehrveranstaltungen an der Universität Lausanne in der Schweiz. Im Jahre 2010 wurde er emeritiert. Er ist nun Leiter der Forschungsstelle für Hochschulrecht der Rechtswissenschaftlichen Fakultät der Universität Freiburg. Er ist Mitglied der Vereinigung für Verfassungsgeschichte.

## Wissenschaftliches Wirken
Würtenbergers Forschungsschwerpunkte sind Rechtsfragen der akademischen Selbstverwaltung, Wissenschaftsrecht, Verfassungsrecht, Polizeirecht, Geschichte der politischen Institutionen und Geschichte der politischen Symbolik.
Einem größeren Publikum bekannt wurde Würtenberger aufgrund seines gemeinsam mit Peter Wax verfassten Gutachtens zu den Eigentumsverhältnissen von Kulturgütern des Hauses Baden (siehe Handschriftenverkäufe der Badischen Landesbibliothek) und aufgrund seines Auftritts in einem Ausschuss des Landtags von Baden-Württemberg. Obwohl Würtenberger dort die Markgrafentafel eindeutig als Eigentum des Hauses Baden bezeichnete, konnte sein ehemaliger Kollege Dieter Mertens das Gegenteil nachweisen.
Bei Würtenberger habilitierten sich unter anderen Dirk Heckmann (1995, heute Professor an der Technischen Universität München und nebenamtlicher Verfassungsrichter am Bayerischen Verfassungsgerichtshof), Ralf P. Schenke (2003, heute Professor an der Julius-Maximilians-Universität Würzburg) und Gernot Sydow (2004, heute Professor an der Universität Münster). Aus Anlass seines 70. Geburtstags gaben diese drei eine Festschrift zu Würtenbergers Ehren heraus, die mehr als 1200 Seiten umfasst und damit auch dessen Bedeutung andeutet.
Würtenberger gilt als einer der ersten, der das Konzept der Resilienz der Gesellschaft (Resilient Society) in die wissenschaftliche Diskussion eingebracht haben.

## Privates
Thomas Würtenberger ist der Sohn des gleichnamigen Strafrechtlers, Kriminologen und Rechtsphilosophen Thomas Würtenberger, Neffe des Kunsthistorikers Franzsepp Würtenberger und Enkel des Künstlers Ernst Würtenberger. Der frühere Regierungspräsident des Regierungspräsidiums Freiburg Julian Würtenberger ist sein jüngerer Bruder.

### Die SammlungIus in nummisim Münzkabinett der Staatlichen Museen zu Berlin
Seit den 1960er Jahren trug Würtenberger, aufbauend auf ersten Sammlungsstücken seines Vaters, eine Sammlung von über 3000 Medaillen und in geringer Anzahl auch Münzen zusammen, die sich mit dem Thema Recht, Gerechtigkeit und Justiz befassen. Die Sammlung umfasst Stücke aus einem Zeitraum von der Renaissance im 15. Jahrhundert bis zur Gegenwart. Zunächst waren die Objekte auf Westeuropa und den transatlantisch-amerikanischen Raum beschränkt, später wurde eine globale Perspektive eingenommen. Die Arbeiten zeigen in einem eng aufgefassten Sinne zunächst einmal zum einen Juristen und Juristinnen, Orte der Rechtspflege und Rechtsfindung und auch symbolische Rechtsdarstellungen. Ein zweiter Sammlungsstrang erweitert den Rechtsbegriff noch um weitere Formen der Rechtskultur. So zeigen die Bilder der Medaillen und Münzen Darstellungen der Grundrechte, des Völkerrechts und der internationalen Zusammenarbeit, des Parlamentarismus, der Verfassung und der Verfassungsgebung. Darüber hinaus gab es Medaillen zum Thema Recht und Revolution seit der Französischen Revolution.
Von 2020 an bis Januar 2023 überließ Würtenberger seine Sammlung dem Münzkabinett Berlin in drei Tranchen als Schenkung, um sie der Forschung zugänglich zu machen. Schon zuvor war er dem Münzkabinett etwa als Münzpate für die Aufnahme von Münzen in den Interaktiven Katalog des Münzkabinetts (IKMK) verbunden gewesen. Vom 26. Mai 2023 an bis zum 7. April 2024 wird das Münzkabinett die Sammlung erstmals im Rahmen einer Sonderausstellung im Bode-Museum unter dem Titel „Ius in nummis. Die Sammlung Thomas Würtenberger“ präsentieren. Begleitend wird es einen Katalog geben, in der die Sammlung ebenso erschlossen werden wird, wie auch die Erläuterung des Sammlungskonzeptes erfolgen wird. Marianne Dietz gestaltete zum 80. Geburtstag Würtenbergers eine Medaille mit seinem Porträt.

## Schriften (Auswahl)
- Die Legitimität staatlicher Herrschaft. Eine staatsrechtlich-politische Begriffsgeschichte (= Schriften zur Verfassungsgeschichte. Band 20). Duncker & Humblot, Berlin 1973, ISBN 3-428-02955-0.
- Staatsrechtliche Probleme politischer Planung (= Schriften zum öffentlichen Recht. Band 360). Duncker & Humblot, Berlin 1979, ISBN 3-428-04376-6.
- Zeitgeist und Recht. Mohr Siebeck, Tübingen 1987, ISBN 3-16-645310-5 [2. Auflage 1991].
- Verwaltungsgerichtsbarkeit (= Prüfe dein Wissen. Heft 24). C.H. Beck, München 1990, ISBN 3-406-33961-1 [2. Auflage 1995].
  - 3. Auflage als: Verwaltungsprozessrecht (= Prüfe dein Wissen. Heft 24). C.H. Beck, München 2008, ISBN 978-3-406-54299-2.
- Herausgeber: Risikosportarten (= Recht und Sport. Band 14). Juristischer Verlag Müller, Heidelberg 1991, ISBN 3-8114-2291-X.
- mit Dirk Heckmann, Rainer Riggert: Polizeirecht in Baden-Württemberg. Juristischer Verlag Müller, Heidelberg 1993, ISBN 3-8114-1493-3 [6., bearbeitete und erweiterte Auflage 2006].
  - völlig neu bearbeitete 7. Auflage mit Dirk Heckmann, Steffen Tanneberger: Polizeirecht in Baden-Württemberg. C.F. Müller Verlag, Heidelberg 2017, ISBN 978-3-8114-9402-2.
- Die Akzeptanz von Verwaltungsentscheidungen (= Verwaltung 2000. Heft 247). Nomos, Baden-Baden 1996, ISBN 3-7890-4274-9.
- Verwaltungsprozessrecht. Ein Studienbuch (= Juristische Kurz-Lehrbücher). C.H. Beck, München 1998, ISBN 3-406-43661-7 [4., neu bearbeitete Auflage 2018, ISBN 978-3-406-72634-7].
- Herausgeber: Wahrnehmungs- und Betätigungsformen des Vertrauens im deutsch-französischen Vergleich (= Studien des Frankreich-Zentrums der Albert-Ludwigs-Universität Freiburg. Band 10). Berlin-Verlag Spitz, Berlin 2002, ISBN 3-8305-0303-2.
- mit Reinhold Zippelius: Deutsches Staatsrecht. Ein Studienbuch (= Juristische Kurz-Lehrbücher). C.H. Beck, München 2005, ISBN 3-406-51865-6 [31. Auflage; bis 30. Auflage von Theodor Maunz; 33. Auflage 2018].
- Herausgeber: Rechtsreform in Deutschland und Korea im Vergleich (= Schriften zum internationalen Recht. Band 163). Duncker & Humblot, Berlin 2006, ISBN 3-428-12184-8.
- Herausgeber mit Hans-Helmuth Gander, Walter Perron, Ralf Poscher, Gisela Riescher: Resilienz in der offenen Gesellschaft. Symposium des Centre for Security and Society (= Sicherheit und Gesellschaft. Band 1). Nomos, Baden-Baden 2012, ISBN 978-3-8329-7143-4.
- Herausgeber mit Christoph Gusy, Hans-Jürgen Lampe: Innere Sicherheit im europäischen Vergleich. Sicherheitsdenken, Sicherheitskonzepte und Sicherheitsarchitektur im Wandel (= Zivile Sicherheit. Band 1). Lit, Berlin und Münster 2012, ISBN 978-3-643-11561-4.
- Symbole der Freiheit. Zu den Wurzeln westlicher politischer Kultur. Böhlau, Köln, Weimar und Wien 2017, ISBN 978-3-412-50753-4.
- Herausgeber mit Christoph Gusy, Dieter Kugelmann: Rechtshandbuch Zivile Sicherheit. Springer, Berlin und Heidelberg 2017, ISBN 978-3-662-53288-1.